# Beheći
Beheći (cyr. Бехећи) – wieś w Bośni i Hercegowinie, w Republice Serbskiej, w gminie Rogatica. W 2013 roku liczyła 22 mieszkańców.